# Bransford Vawter
Bransford Vawter (ur. 1815, zm. 1838) – poeta amerykański. Pochodził z Lynchburga. Jego rodzicami byli Benjamin Vawter and Milly Gutrey. Jest znany przede wszystkim jako autor wiersza I'd Offer Thee This Hand Of Mine. 
Na podstawie biografii Bransforda Vawtera Dawn Fields Wise napisała scenariusz nominowany jako finalista do konkursu Virginia Film Office w 2014.